# Flandernkreuz

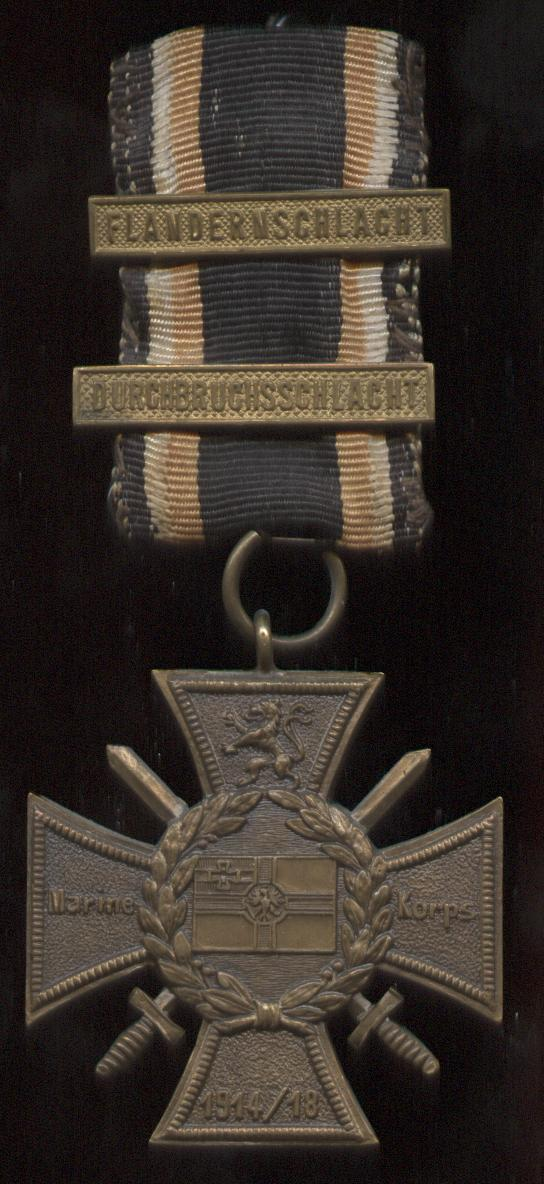
Flandernkreuz mit zwei Gefechtsspangen

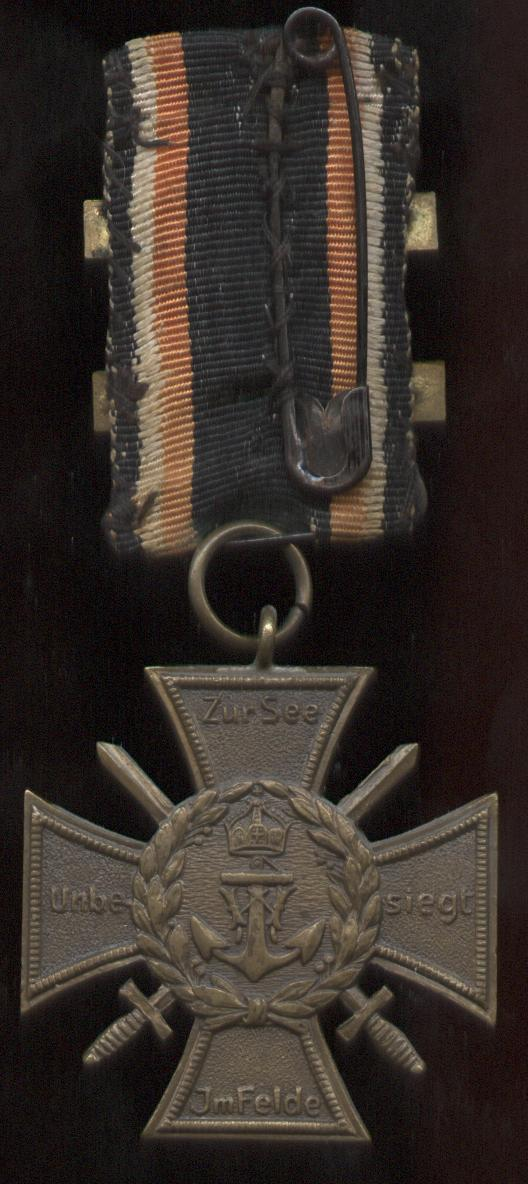
Flandernkreuz, Revers

Das Flandernkreuz oder „Ehren- und Erinnerungskreuz des Marinekorps Flandern“ ist eine nichtstaatliche deutsche Weltkriegsgedenkauszeichnung aus der Zeit der Weimarer Republik.

## Vorgeschichte
Am 23. August 1914 war in der deutschen Obersten Heeresleitung beschlossen worden, aus Marinesoldaten ein Expeditionskorps Flandern zu gründen. Durch den Kriegsverlauf an der Westfront stellte sich aber schon bald heraus, dass Marineinfanterie das Feldheer dauerhaft unterstützen musste. Daher formierte man das Marinekorps Flandern. Im November 1914 bestand es aus zwei Marine-Divisionen, im Juni 1917 kam eine dritte dazu. Die Truppe bewährte sich über den gesamten Weltkrieg in teils sehr harten Kämpfen. Befehlshaber des „Marinekorps Flandern“ war Admiral Ludwig von Schröder, der unter dem Beinamen Löwe von Flandern bekannt wurde.

## Stiftung und Verleihung
Admiral Ludwig von Schröder und der Kameradschaftsverband des „Marinekorps Flandern“ stifteten am 13. September 1921 als Ehren- und Erinnerungszeichen für die gerade überstandenen Weltkriegskämpfe das „Ehren- und Erinnerungskreuz des Marinekorps Flandern“, genannt „Flandernkreuz“.
Trageberechtigt waren alle Weltkriegsteilnehmer, die dem „Marinekorps Flandern“ angehört hatten und im Besitz der bürgerlichen Ehrenrechte waren.
In den Stiftungssatzungen heißt es u. a.:

„In den Septembertagen 1914 erhielt die neu aufgestellte Marinedivision – das spätere Marinekorps – im siegreichen Kampfe gegen die belgische Armee, bei Löwen und Kampenhout nördlich von Brüssel, in fünftägigem Gefecht die Feuertaufe und zeichnete sich danach in vielen Kämpfen des mehr als vierjährigen Weltkrieges aus. Im Gedenken an diese Zeit, in der das Marinekorps zu Lande, zu Wasser, in der Luft und unter Wasser, sich stets ehrenvoll und ruhmreich bewährt hat, soll das mit dem 13. September 1921 beschlossene Ehren- und Erinnerungskreuz des Marinekorps für ehemalige Angehörige des Korps gewidmet sein: den gefallenen Kameraden zum ehrenden Gedächtnis, den Kämpfern des Korps zur Anerkennung für treu erfüllte Pflicht und Tapferkeit im Kriege 1914/18 und dem deutschen Volke und seinen Nachkommen zur Mahnung.“

## Aussehen
Die einstufige Auszeichnung ist ein patiniertes Bronzekreuz mit Tragering für das Band. Es hat die Form und Gestaltung des Eisernen Kreuzes, jedoch mit 2 Schwertern, die gekreuzt durch das Zentrum laufen. Das Kreuz hat eine Länge und Breite von 4 cm.

### Vorderseite
Im Zentrum die Reichskriegsflagge (Modell 1903-21), gerahmt durch einen Lorbeerkranz. Darüber, auf dem oberen Kreuzarm, der flandrische Löwe – wohl auch eine Anspielung auf den Stifter, den „Löwen von Flandern“. Auf den beiden waagerechten Kreuzarmen die Inschrift (links) Marine; (rechts) Korps; auf dem unteren Kreuzarm die Jahreszahlen  1914/18.

### Rückseite
Im Zentrum das Emblem der Kaiserlichen Marine (mit der Kaiserkrone gekrönter Anker und dem Chiffre W für Wilhelm), umgeben von Lorbeerkranz. Auf den Kreuzarmen die Inschrift (oben) Zur See; (unten) Im Felde; (links) Unbe-; (rechts) siegt.

## Trageweise
Getragen wurde die Auszeichnung an einem 2,8 cm breiten, schwarzen Band, mit zwei schwarz/weiß/roten Längskanten (jede Farbe des Kantenstreifens 2,5 mm), auf der linken Brustseite.

## Gefechtsspangen

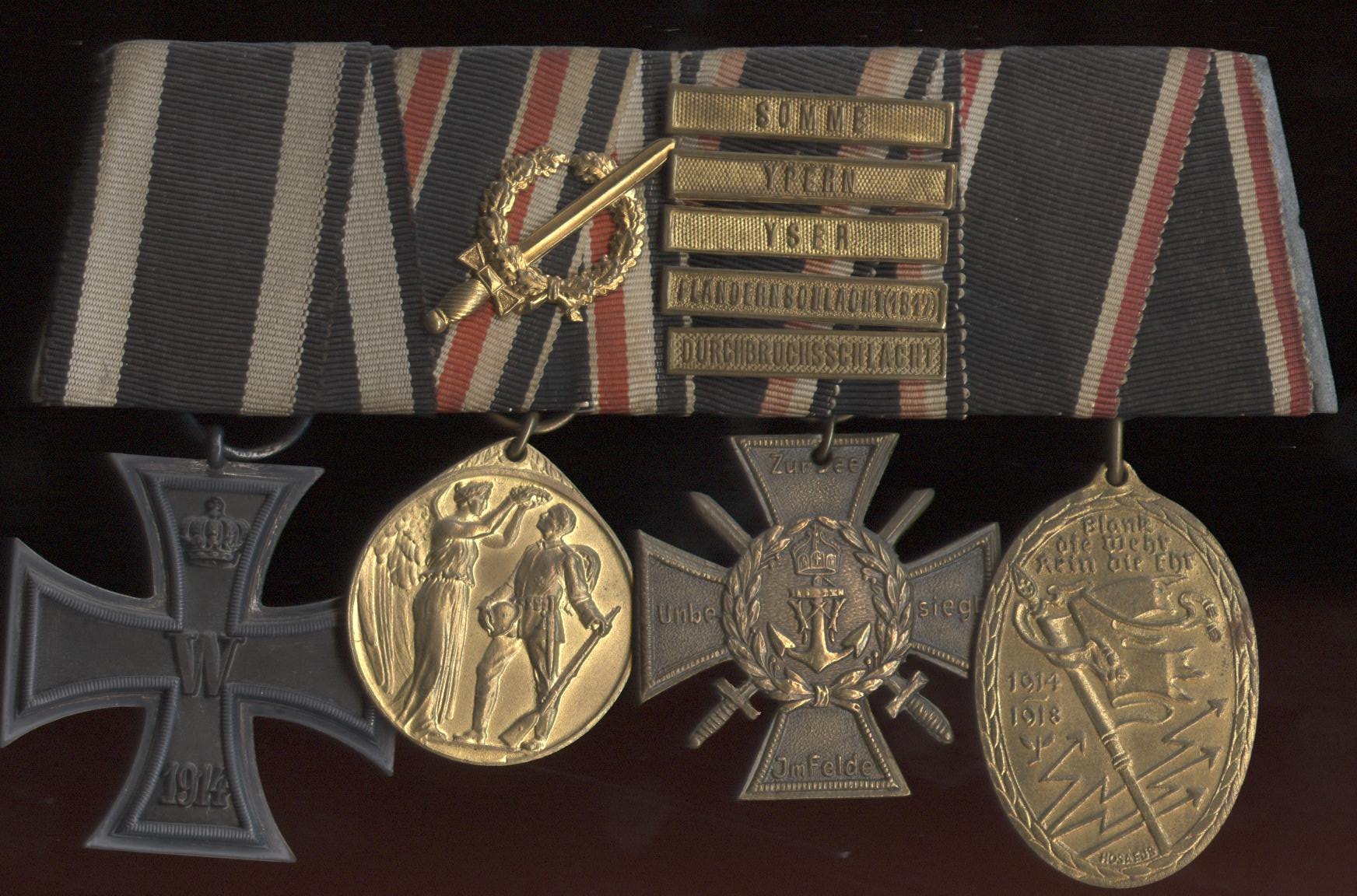
Große Ordenspange (v. l. n. r.) Eisernes Kreuz II. Klasse, Ehrendenkmünze des Weltkrieges mit Kampfabzeichen, Flandernkreuz mit fünf Gefechtsspangen, Kyffhäuser-Kriegsdenkmünze

Auf dem Band konnten bei Nachweis einer Teilnahme an Schlachten oder Kampfhandlungen (Soldbuch) Gefechtsspangen befestigt werden.
Bekannt sind die Gefechtsspangen (goldfarbene Metalltäfelchen mit erhabenem, schmalem Rahmen und jeweiliger Inschrift auf gekörntem Grund):
- Flandernschlacht
- Flandernschlacht (1917)
- Durchbruchsschlacht
- Ypern
- Yser
- Somme
- Antwerpen
- Seekrieg
- Luftkrieg

## Besonderes
Es wurden etwa 30.000 Kreuze verliehen, nachdem eine von Admiral von Schröder eingesetzte Kommission die jeweiligen Verleihungsvoraussetzungen geprüft hatte. Das Ehrenzeichen musste auf eigene Kosten beschafft werden, es kostete 3,50 M, die Miniatur 2 M und jede Gefechtsspange 50 Pfg. Die Verleihungsurkunden zeigen den typisch flämischen Glockenturm, einen „Belfried“, im Sonnenschein.
Aus verschiedenen politischen Gründen unterblieb im Deutschen Reich die Stiftung eines offiziellen Erinnerungszeichens an den Weltkrieg, wogegen die meisten anderen Staaten (auch der Verliererseite) entsprechende Ehrenzeichen schufen. Hierdurch entstand in Deutschland ein starkes Vakuum, da auch von den deutschen Kriegs-Veteranen ein solches Ehrenzeichen gewünscht wurde.
Diese Lücke füllten zahlreiche kleinere und größere Verbände mit privaten Stiftungen von Weltkriegsehren- und Erinnerungszeichen aus, zu denen auch das Flandernkreuz gehört.
Oft sind diese Auszeichnungen gediegener und prächtiger – da selbst bezahlt –, als es ein staatliches Erinnerungszeichen je hätte sein können. Alle diese nichtoffiziellen Weltkriegs-Ehrenzeichen wurden mit der Stiftung des (recht bescheiden und nur einseitig geprägten) staatlichen Ehrenkreuzes des Weltkrieges, 1934/35 verboten. Ihre Verleihung wurde spätestens zu diesem Zeitpunkt eingestellt, das weitere Tragen war verboten. Faktisch wurden sie jedoch oft mit stillschweigender Duldung neben den offiziellen Orden und Ehrenzeichen weitergetragen.